# Малайзийско-турецкие отношения
Малайзийско-турецкие отношения — двусторонние дипломатические отношения между Малайзией и Турцией. Посольство Турции расположено в Куала-Лумпуре, посольство Малайзии — в Анкаре. Обе страны входят в ВТО и ОИК, также они обе считаются региональными державами.

## История
Отношения между странами существовали ещё со времён существования малайских султанатов и Османской империи.
Начиная с XIX века отношения между странами оставались неразрывными, ещё более укрепившись созданием личных связей во времена султана Абу Бакара, который неоднократно посещал Стамбул.
Во время одного из его визитов в 1890 году он и его брат женились на турчанках.
Эти браки не только привели к укреплению двусторонних отношений, но также привели к возникновению смешанных браков, в результате которых родились, например, Унгку Абдул Азиз.
Отношения между современными Турцией и Малайзией были установлены в 1964 году, почти сразу же после образования современного государства Малайзия.
В 2014 году премьер-министр Малайзии Наджиб Тун Разак посетил Турцию, чтобы расширить двусторонние отношения и подписать соглашение о свободной торговле.
В результате не только были подписаны соглашения о стратегическом сотрудничестве и свободной торговле,
но и отменены визовые требования. Обе страны усиливают сотрудничество в сфере торговли и инвестиций, особенно в области исламского банкинга.
Турция рассчитывает, что Малайзия станет её основным торговым партнёром среди государств Юго-Восточной Азии.